# New Hyde Park
New Hyde Park és una població dels Estats Units a l'estat de Nova York. Segons el cens del 2000 tenia 9.523 habitants.

## Demografia
Segons el cens del 2000, New Hyde Park tenia 9.523 habitants, 3.290 habitatges, i 2.569 famílies. La densitat de població era de 4.377,2 habitants/km².
Dels 3.290 habitatges en un 32,7% hi vivien nens de menys de 18 anys, en un 63% hi vivien parelles casades, en un 10,9% dones solteres, i en un 21,9% no eren unitats familiars. En el 18,5% dels habitatges hi vivien persones soles el 10,5% de les quals corresponia a persones de 65 anys o més que vivien soles. El nombre mitjà de persones vivint en cada habitatge era de 2,89 i el nombre mitjà de persones que vivien en cada família era de 3,31.
Per edats la població es repartia de la següent manera: un 22,1% tenia menys de 18 anys, un 7,4% entre 18 i 24, un 28,5% entre 25 i 44, un 23,8% de 45 a 60 i un 18,1% 65 anys o més.
L'edat mediana era de 40 anys. Per cada 100 dones de 18 o més anys hi havia 88,9 homes.
La renda mediana per habitatge era de 61.585 $ i la renda mediana per família de 72.384 $. Els homes tenien una renda mediana de 50.066 $ mentre que les dones 38.393 $. La renda per capita de la població era de 24.771 $. Entorn del 2,4% de les famílies i el 3,3% de la població estaven per davall del llindar de pobresa.